# Dox
Dox, de son vrai nom Jean Verdi Salomon Razakandraina, est un poète malgache né en 1913 et mort en 1978. La majorité de son œuvre est d'expression malgache.

## Biographie
Fils de médecin, il grandit à Antsirabe, puis fait ses études à l'École des Beaux-Arts d'Antananarivo puis au collège Paul Minault. Il bénéficie d’une importante formation artistique, découvre les auteurs français classiques et commence à écrire. Il pratique le dessin, la peinture, la musique et la poésie. Il vit un temps heureux à la campagne, mais sa femme meurt en 1954. Il revient à Tananarive et décide de vivre de sa plume.
Patriote, il est blessé en 1947, s’engage dans le Mouvement démocratique de la rénovation malgache, M.D.R.M.
Il fait partie de l’équipe fondatrice de l’Union des poètes et écrivains malgaches (HAVATSA - U.P.E.M.) en 1952, crée l’association « Tsiry » avec Andriamalala, Rado et Radja Razanamihoatra afin d’aider les jeunes auteurs.
En 1972, il soutient par sa présence et ses poèmes, les révoltes étudiantes qui aboutiront à la chute du régime du président Tsiranana.
Il entre à l’Académie malgache en 1975.
Il meurt en 1978.

## Œuvres
Il publie ses poèmes d’abord dans des journaux, ce qui le rend célèbre, puis des recueils :
- Ny Hirako (1940 à Fianarantsoa)
- Izy mirahavavy (les deux sœurs) (1946)
- Hira va ? (1948
- Solemita (1949)
- Rakimalala (précieux trésor) (1955)
- Iarivo (1956)
- Voninkazon’ny tanteraka (1956)
- Ny fitiavany (1957)
- Izy mirahalahy (les deux frères) (1958)
- Fahatsiarovan-tena (la conscience d’être soi-même) (1958)

Malgré cette abondance, de nombreux poèmes restent à ces jours inédits, car il improvisait et donnait ses poèmes à des inconnus rencontrés dans les ruelles d'Antanarivo. Plusieurs sont mis en musique, « Ny hirako » par Ramaroson William, par le groupe « Sorajavona », animé par ses enfants. Son seul recueil de poèmes écrit en français, Chants capricorniens, date de 1971, mais ne fut édité qu’en 1991, puis de nouveau en 1995.
Il publie aussi des récits publics : 
- Solemita (1949)
- Apokalipsy (1957)
- Esterax (1958)
- des pièces romancées tirées de l’histoire malgache : Aminata, Batsola (1958)[3]
- Mavo handray fanjakana (Mavo à la veille de son règne(1958)
- Ombalahy savika ombalahy (courses de taureaux royaux) (1958).

Il a aussi une œuvre importante de traducteur, faisant du Cid de Corneille, Andromaque de Racine, des poèmes de Ronsard et de Victor Hugo, de l’anglais Roméo et Juliette de Shakespeare et Pleure, ô pays bien-aimé du Sud-africain Alan Paton.

## Postérité et hommages
En 1979, Paositra Malagasy, la poste malgache émet un timbre hommage de 25 FMG à son effigie.
En 2013, des manifestations culturelles sont organisées à Madagascar et en France pour le centenaire de sa naissance.
En 2014, la quatorzième édition du "Printemps des poètes d'Afrique et d'ailleurs" lui rend hommage.